# Vrij Aanvullend Pensioen voor Zelfstandigen
| Type          | Onderverdeling                                                                              | Niveau      |
| ------------- | ------------------------------------------------------------------------------------------- | ----------- |
| Eerste pijler | Wettelijk pensioen (RSZ) Ambtenarenpensioen Gezinspensioen Overlevingspensioen Rustpensioen | Overheid    |
| Tweede pijler | Groepsverzekering Pensioenfonds                                                             | Collectief  |
| Tweede pijler | IPT (bedrijfsleiders) POZ (zelfstandigen) VAPZ (zelfstandigen) VAPW (werknemers)            | Individueel |
| Derde pijler  | Pensioensparen Langetermijnsparen                                                           | Individueel |
| Vierde pijler | Individueel sparen Beleggingen Levensverzekering Onroerend goed                             | Individueel |

Een VAPZ of Vrij Aanvullend Pensioen voor Zelfstandigen is een Belgische pensioenvoorziening, behorende tot de tweede pijler, dus via werkgeversbijdrage. Aangezien een zelfstandige geen werkgever heeft, heeft de overheid de mogelijkheid geboden om zelfstandigen een beperkt bedrag per jaar te laten storten in de tweede pijler. Hoewel door vennootschapsconstructies er toch mogelijkheden zijn om aan pensioenopbouw te doen via de tweede pijler, blijft dit een zeer populaire manier van pensioenopbouw door zijn gunstige fiscaliteit. Er zijn twee soorten VAPZ: een 'gewoon' en een 'sociaal', waarbij 10% van de gestorte premie gebruikt wordt in een sociaal luik voor allerlei dekkingen: overlijdenspremie, vervangingsinkomen, premiestorting bij invaliditeit.

## Fiscaliteit
VAPZ premies worden gestort door de zelfstandige zelf, privé dus, ook al heeft hij een vennootschap. Deze zijn voor 100% aftrekbaar, zowel in de personenbelasting (aan te geven als 'niet ingehouden persoonlijke sociale bijdragen') als sociale bijdragen, waardoor in de hoogste belastingschaal (50%) men tot meer dan 60% van de storting kan recupereren (het exacte bedrag hangt af van de gemeentebelastingen).
Op de premie zelf is geen premietaks verschuldigd: geen 4,4% (want geen vennootschap) en geen 2% (gebruikelijk voor privéstortingen voor levensverzekeringen). Er is wel een taks van 9,25% verschuldigd op de winstdeelnames.
Bij uitbetaling wordt het uit te keren bedrag verminderd met:
- 3,55% RIZIV-bijdrage
- 0% tot 2% solidariteitsbijdragen (varieert naargelang de hoogte van het uit te keren bedrag)

Op het resterende bedrag wordt het stelsel van de fictieve rente toegepast. Hierdoor wordt er gedurende 10 tot 13 jaar een bedrag van maximaal 5% van het kapitaal, aangegeven als 'fictieve' inkomsten. In de berekening van de personenbelasting worden deze bij de andere inkomsten (zoals wettelijk pensioen) geteld. Dit is vooral voor lage pensioenen een zeer gunstige regeling, omdat het belastingstelsel progressief werkt. Bij blijvende activiteit tot 65 jaar wordt zelfs maar 80% van het kapitaal gebruikt om de fictieve rente te berekenen.
Hoewel het zelden voorkomt dat men hiermee het plafond bereikt, is de 80%-regel wat betreft aftrekbaarheid van kracht. Dat wil zeggen dat de premies slechts aftrekbaar zijn indien het pensioen uit de eerste en tweede pijler de 80% van de laatste normale bezoldiging niet overstijgt. De premie is echter meestal te beperkt om voor het overschrijden van deze 80% te zorgen (max 8,17-9,4%) doch vermindert de marge die men in een groepsverzekering of IPT kan steken. Voor 2018 worden de premies beperkt tot 8,17% van het netto belastbaar beroepsinkomen met een maximum van € 3.256.

## Verzekering
Een VAPZ is een levensverzekering, waarbij men deze slechts kan opvragen vanaf 60 jaar, tenzij bij overlijden. Oorspronkelijk was dit vooral een tak21-product, waarbij er een gewaarborgde rente was en een niet-gewaarborgde winstdeelname. Er is een verschuiving gekomen van producten met een hoge basisrente naar producten met een gegarandeerd rendement van 0%, maar met hogere winstdeelname met een totaal hoger rendement. Tegenwoordig bieden diverse aanbieders ook een VAPZ aan met een tak23-luik. Hier worden meestal de winstdeelnames in een fonds gestoken in de hoop op een hoger rendement via aandelen en obligaties.
Een VAPZ is onderworpen aan tal van kosten, die niet altijd even transparant worden weergegeven door de verzekeraar. Deze zijn onder andere:
- Instapkosten: gaande van 0% tot 7% van het gestorte bedrag
- Uitstapkosten: bij uitkeringsgerechtigde leeftijd zijn deze meestal 0%
- Afkoopkosten: bij vervroegde opvraging kan dit oplopen tot 5% van het bedrag (bv. bij overstap naar een ander contract van de concurrentie)
- Beheerskosten: vaak een percentage van de opgebouwde reserve, soms ook een vast bedrag.
- Fractioneringskosten: bij meerdere premiebetalingen per jaar wordt soms een meerprijs aangerekend i.p.v. een eenmalige storting.
- Overstapkosten: wanneer bv. een deel van de winstdeelnames van tak21 naar tak23 worden verplaatst. Meestal is dit de eerste keer van een kalenderjaar gratis.

De premie bedraagt maximaal 8,17% van het inkomen met een maximum van € 3.256,87 voor 2019 voor een gewoon VAPZ en 9,4% van het inkomen met een plafond op € 3.747,19 voor een sociaal VAPZ.

## Voorschot
Het is niet altijd mogelijk, maar bij diverse contracten kan je een deel van de gestorte reserve opvragen voor de uitkeringsgerechtigde leeftijd om er in de EER vastgoed mee te verwerven of te renoveren. Bij het verkopen van dit vastgoed moet het voorschot terug gestort worden.

## RIZIV
Wanneer zorgverstrekkers beloven bepaalde tarieven te hanteren, de zogenaamde conventietarieven, krijgen ze van de overheid een bepaald bedrag (verschillend per categorie zorgverstrekker) dat ze mogen aanwenden in een gewaarborgd inkomen of in een sociaal VAPZ, ongeacht hun sociaal statuut. Zo kan het dat zorgverstrekkers in loondienst toch aan pensioenopbouw doen via het stelsel van het VAPZ.

## Verschil met IPT
Een VAPZ is een gelijkaardig product als een Individuele Pensioentoezegging. Vele aanbieders bieden hetzelfde product aan, maar het is de fiscaliteit, wie de premies betaalt en van wie de reserve is die men opbouwt die bepaalt of dit een VAPZ of IPT is (of gewone levensverzekering).
|                      | VAPZ | IPT |
| -------------------- | --- | --- |
| Begunstigde          | Alle zelfstandigen Geconventioneerde zorgverstrekkers                                                           | Bedrijfsleiders van een vennootschap Werknemers                                                                            |
| Premies betaald door | Zelfstandige zelf, privé Zorgverstrekkers: RIZIV                                                                | Vennootschap |
| Belastingvoordeel    | Aftrekbaar in personenbelasting Vermindering bij sociale bijdragen                                              | Aftrekbaar in vennootschapsbelasting                                                                                       |
| Premiegrens (2017)   | 8,17% van inkomen met max € 3.256.87 voor een gewoon VAPZ 9,4% van inkomen met max € 3.747,19 voor sociaal VAPZ | 80% regel |
| Premietaks           | Geen | 4,4% |
| Eindbelasting        | 3,55% RIZIV-bijdrage 0% tot 2% solidariteitsbijdrage Fictieve rente in personenbelasting                        | 3,55% RIZIV-bijdrage 0% tot 2% solidariteitsbijdrage Tussen 10% en 22% op het overblijvende kapitaal + gemeentebelastingen |